# Předškolní věk
Předškolní věk  můžeme obecně chápat jako období od narození až do vstupu do školy, avšak v užším slova smyslu je předškolní věk obdobím od nástupu do mateřské školy až po nástup do základní školy. Můžeme tak zkráceně říci, že se jedná o věk od 3 do 6 let. Toto období bývá také často označováno jako období rozkvětu a hry, dítě chce objevovat svět. Je znát zvýšená potřeba socializace dítěte a celkové osamostatnění.

## Tělesný vývoj
Dítě kolem třetího roku zvládá chůzi po rovném i nerovném terénu, chůze do schodů a ze schodů je bez větších problémů. Čtyřleté dítě již dobře utíká, hbitě seběhne ze schodů, seskočí z nízké lavičky, vydrží stát déle na jedné noze, umí házet míčem způsobem dospělých osob. Dítě v pěti letech tohle všechno zvládá lépe a s větší dokonalostí. Můžeme tak motorický vývoj označit jako stálé zdokonalování a zlepšování pohybové koordinace, hbitosti a elegantnosti pohybů. Vidíme také pokroky v lepší soběstačnosti a sebeobsluze (oblékáni, obouváni, hygiena).
Rozvíjí se také jemná motorika, zručnost dítě cvičí zejména při kresbě, ale také při hrách s pískem, plastelínou, keramikou a kostkami.
V šesti letech měří dítě průměrně 119 cm a váží 22 kg, mezi chlapci a dívkami nejsou ve vzrůstu výrazné rozdíly, průměrný roční přírůstek v tomto období je 5 cm.
Na konci předškolního období by již dítě mělo mít vyhraněnou lateralitu, mělo by tedy jasně preferovat při činnostech pravou nebo levou ruku, zpřesňuje se také vizuomotorická koordinace (součinnost ruky a oka).

## Psychický vývoj

### Poznávací procesy
Předškolní dítě nedovede vnímat komplexněji, brát v úvahu více než jeden aspekt situace, z toho vyplývá tzv. poznávací egocentrismus, dítě považuje svůj pohled za jediný možný. Podstatu světa ztotožňuje s viditelnými znaky skutečnosti v aktuální podobě. Obtížně dokáží brát v úvahu proměny okolního světa.
Při vysvětlení jevů si pomáhá fantazií, kterou nedokáže zcela odlišit od reality, fantazie má pro něj harmonizující význam, z toho pramení konfabulace (nepravé lži). Dalším znakem vnímání předškoláka je antropomorfismus, tj. přičítání vlastností živých bytostí neživým objektům (např. sluníčko jde po obloze).
Myšlení předškolních dětí není komplexní, je útržkovité a nepropojené, často je pod vlivem emocí. Nejprve si uvědomuje podobnosti objektů, dochází k posunu od zaměření na vizuálně podobné věci (ptáci mají křídla) k chápání analogických vztahů (např. čepice patří na hlavu, boty na nohy). Postupně chápe vztah mezi příčinou a následkem (otázky typu „proč a jak“), časovou posloupnost, pozná chybějící část celku. Dokáže najít řešení problému, ale jen jako aplikaci naučeného, nedovede plánovat.
Kresba, hra

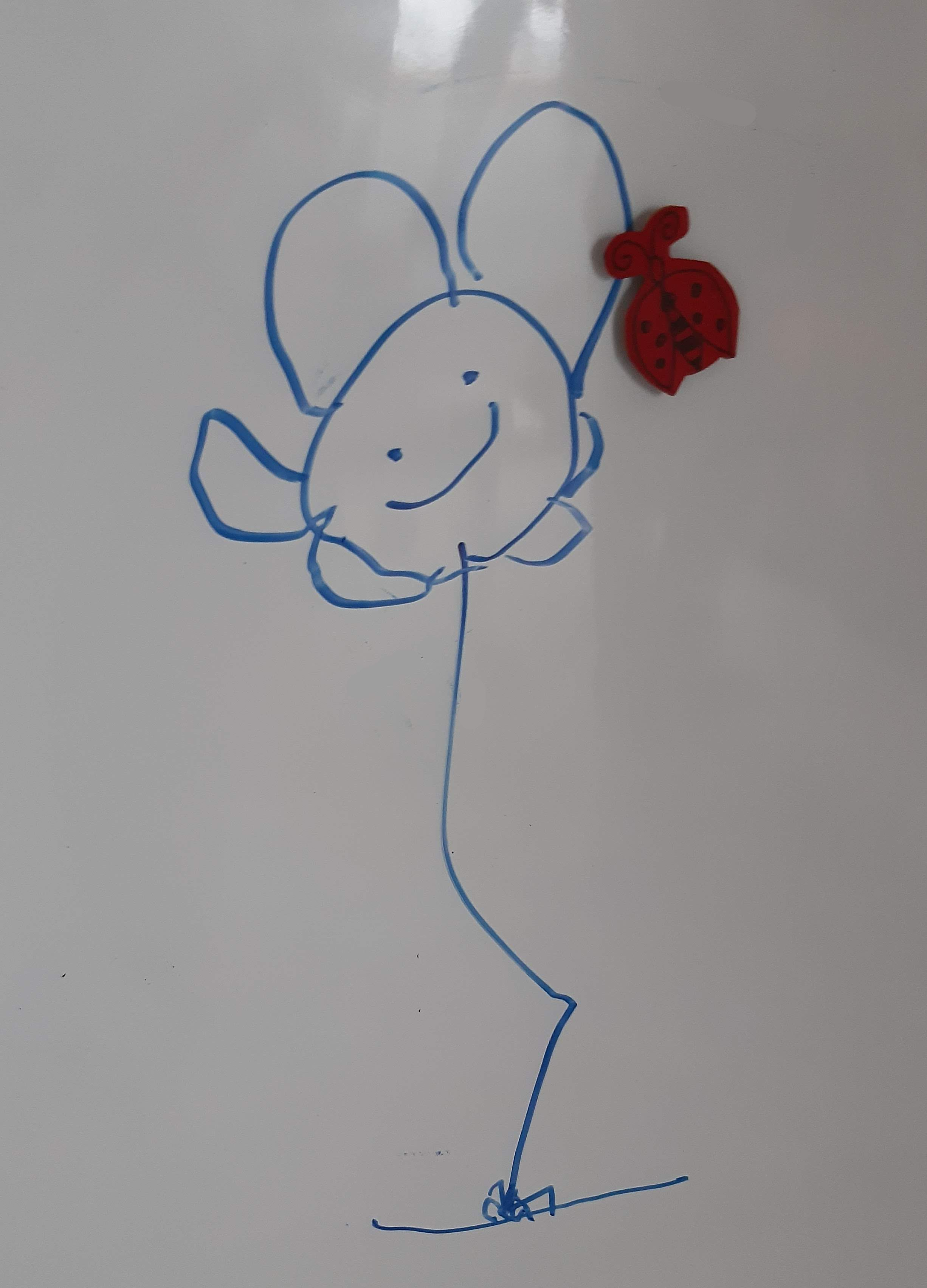
Kresba s antropomorfními znaky

Kresba vypovídá o dítěti, jak vnímá svět, odráží myšlení dítěte, uplatňuje se rychlý vývoj chápání okolního světa. Kresba je jednou ze symbolických funkcí, v níž se projeví tendence zobrazit realitu tak, jak ji dítě chápe.
Kresba může sloužit k vyjádření poznatků a pocitů. Od konce 3. roku chápe možnost něco zobrazit pomocí kresby. Od náhodného výtvoru přechází kresba na symbolickou úroveň, děti si osvojují základní  grafická schémata, typické je prolínání reality s fantazií (např. průhledné kresby vnitřku domů). Často jsou zobrazováni lidé, kresba postavy má svůj typický průběh - hlavonožec, prologické lineární zobrazení postavy, realistické prostorové zobrazení. Kresba postavy je předmětem hodnotících testů, například testu školní zralosti.
Vývoj kresby postavy:
- dítě náhodně čárá a následně pojmenuje výtvor (do 3 let),
- kreslí se záměrem tzv. hlavonožce  (kruh znázorňující hlavu s trupem a končetiny (3 - 4 roky),
- kresba odpovídá již předem stanovené představě, je detailnější, prozrazuje lepší motorickou koordinaci, paže jsou znázorněny čárami a proporce nahodilé (4 - 5 let),
- výtvor je vyspělejší, realistický, dvoudimenzionální - ne pouhé linie, ale obrys těla (po 5. roce).

Hra je typickou činností dítěte předškolního věku, umožňuje vyjádření subjektivního chápání reality, symbolická hra slouží jako prostředek k vyrovnání s obtížně pochopitelnou realitou. Tematická hra slouží k procvičování sociálních rolí a řešení problémových situací.
Pohádky odpovídají způsobu uvažování předškolních dětí, jsou zjednodušeným viděním světa, mají jednoznačná pravidla a mají řád, který dětem přináší uspokojení.
Chápání prostoru, času, počtu
V předškolním věku se budují také matematické představy, tříleté dítě nedokáže ještě počet odlišit od konkrétní reality, předškolák již zná číselnou řadu, chápe pojem více a méně, zvládne počítat předměty po jedné.
V prostoru dítě nejprve vnímá polohu nahoře/dole, vpředu/vzadu, později vpravo/vlevo. Pozná větší a menší předmět, určí první a poslední. Orientuje se v čase, zná roční období, dny v týdnu, části dne. Třídí předměty podle kategorií, řadí předměty podle kritérií, zná základní geometrické tvary, určí o jeden více – méně.

### Paměť a pozornost
Dochází ke zvyšování kapacity paměti a využití logických souvislostí, zapamatování je zatím náhodné a bezděčné. Děti si snadněji pamatují věci spojené s nějakou činností. První trvalé osobní vzpomínky se vytvářejí kolem 4. roku věku. Schopnost  udržet pozornost se postupně zlepšuje, zlepšuje se také schopnost seberegulace.

### Řeč
Předškolní věk je obdobím, ve kterém dochází k extrémnímu a rozhodujícímu rozvoji komunikačních kompetencí. Během předškolního věku dochází ke značnému zdokonalení řeči, děti se učí mluvit prostřednictvím nápodoby verbálního projevu dospělých lidí (případně starších dětí), s nimiž žijí a komunikují. Výslovnost tříletého dítěte je hodně nedokonalá, mnohé hlásky nahrazuje jinými nebo je vyslovuje nepřesně. Dítě zvyšuje zájem o mluvenou řeč, preferuje pohádky a povídky. 
Verbální dovednosti se zdokonalují v obsahu i formě, dítě se učí nová slova (aktivní slovník předškoláka je asi 3000 slov), zlepšuje se vyjadřování (složitější struktura vět, gramatická stavba), komunikační dovednosti (přizpůsobení posluchači) i výslovnost. 
Před vstupem do školy by mělo dítě ovládat výslovnost všech hlásek českého jazyka. Zlepšuje se gramatická správnost sdělení, dítě zpřesňuje používání správných tvarů slov. Umí zpaměti krátké básničky, tvoří protiklady, samostatně vypráví příběh, splní zadaný pokyn, řekne své jméno a příjmení, také jméno rodičů, sourozenců a kamarádů. Užívá všechny gramatické časy, používá souvětí.

### Emoce
Malé dítě neumí tlumit ani zastavit své citové prožívání, okamžitě se projevují v chování. Citový vývoj je charakteristický svojí afektovaností a impulzivností, emoční prožitky jsou velmi intenzivní a často přecházejí z jedné kvality do druhé (z pláče do smíchu). Šestileté děti jsou již vyrovnanější, dochází k poklesu negativních citových reakcí, to je také jedním z předpokladů úspěšného zahájení školní docházky. 

### Socializace
Zlepšuje se sebeovládání, což je nezbytné pro správnou socializaci. Dítě se učí novým sociálním dovednostem  a umí se postupně začlenit do skupiny, vzorem jsou především rodiče. Vztah s matkou dává dítěti jistotu, otec je spíše průvodce vnějším světem. Umí již chápat cizí autoritu (učitelku MŠ), ve vztahu s vrstevníky se objevuje soupeření i spolupráce, vzniká kamarádství a pokládá se základ genderové role. Vztahem s lidmi uspokojuje potřebu životní jistoty a pozitivní identity. Probíhá intenzivní sociální učení. Začíná rozlišovat mezi hrou a povinností, plní náročnější úkoly, zná základní pravidla chování.
Učí se vidět situaci z pohledu jiného člověka, tím se buduje morální uvažování, zprvu se tak děje nápodobou a vlivem autorit.

### Temperament
Předškolní dítě má sklon k pozitivnímu ladění a extroverzi, má zájem o interakci s jinými lidmi. Postupně se rozvíjejí osobnostní vlastnosti.